# 교황 갈리스토 1세

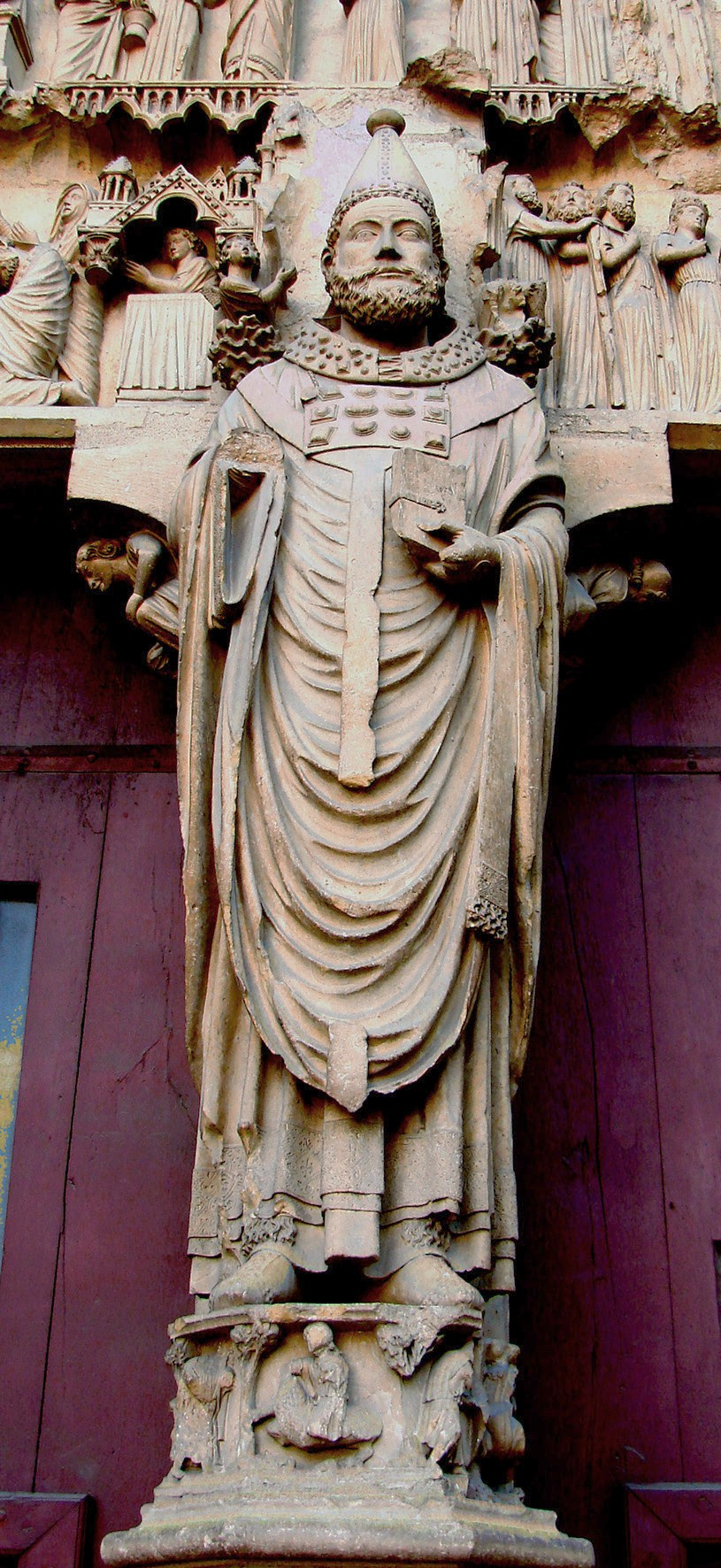
프랑스 랭스 대성당에 있는 성 갈리스토 1세 교황의 조각상

교황 갈리스토 1세(라틴어: Callistus I, 이탈리아어: Callisto I)는 제16대 교황(재위: 217년 - 222년)이다. 그의 재위기간은 로마 황제 엘라가발루스와 세베루스 알렉산데르의 재위기간과 겹친다. 사후 기독교의 성인으로 시성되었으며, 축일은 10월 14일이다.

## 생애
갈리스토와 동시대를 살았던 사람들과 적대적 관계였던 로마의 히폴리토가 증언한 바에 따르면, 갈리스토는 도미티우스의 아들로서 본래 황족인 카르포포루스의 노예였다고 한다. 그는 은행업에 종사하였는데, 종종 자금을 가지고 기독교인 가운데 미망인이나 고아들한테 구호금을 보냈다. 그러나 갈리스토는 채권자들에게 빌린 돈을 실수로 분실하자 겁을 먹고 로마를 빠져 나와 도망갔지만, 포르투스 근처에서 생포되었다. 갈리스토는 병사들에게 잡히지 않으려고 배의 갑판 위에서 뛰어내렸지만, 결국 붙잡혀 그의 주인에게 끌려 갔다고 전해진다. 채권자들은 그가 다시 돈을 되갚을 수 있다고 생각해서 갈리스토의 석방을 탄원하였다. 결국 갈리스토는 석방이 되기는 하였지만, 유대인들로부터 돈을 차용하고 빚을 수금하려고 할 때 유다교 회당에서 싸움이 일어나 결국 다시 체포되었다.
히폴리토의 증언에 따르면, 갈리스토는 공금 횡령 및 기독교도라는 죄목으로 기소되어 노동형을 구형받아 사르데냐 탄광으로 보내졌다. 갈리스토는 기독교 사제 히야친토의 부탁을 받은 콤모두스 황제의 유명한 정부(情婦)인 마르치아의 도움으로 4년 만에 풀려났다. 이때 갈리스토의 건강이 너무 허약해져서 기독교 형제들은 그의 쾌유를 위해 안티움으로 보냈으며 교황 빅토르 1세는 특별히 그에게 연금을 주었다.
갈리스토는 교황 제피리노에 의해 부제로 서품받은 후에 아피아 가도 방향에 있는 지하 묘지 카타콤바의 관리인이 되었다. 3세기에 아홉 명의 교황이 갈리스토 카타콤바에 매장되었다. 이곳은 1849년 고고학자 조반니 바티스타 데 로시에 의해 발굴되었다.
제피리노의 뒤를 이어 교황좌에 오른 갈리스토는 먼저 죄를 사면하는 교회의 권한을 강조하여 비록 배교자라도 뉘우치면 용서하여 속죄 행위를 하지 않았을 지라도 다시 교회 안에 받아들이기 시작했다. 히폴리토는 자신의 저서 《푸디키디아》(De pudicitia)에서 테르툴리아누스가 갈리스토의 이러한 조치에 대해 반발했다고 기록하였지만, 이는 정확한 사실이 아니다. 테르툴리아누스는 참회자들을 받아들이는 것이 아니라 죄의 사면에 대해 이야기했으며, 아마도 갈리스토 1세의 조치가 내려지기 10년 전의 일이었을 것으로 추정된다. 그리고 그가 비판했다는 주교도 로마의 주교인 교황이라기보다는 카르타고의 주교일 가능성이 훨씬 크다. 히폴리토는 갈리스토 1세가 사벨리우스주의에 빠짐으로써 이단의 죄를 저질렀다고 주장했지만, 정작 갈리스토 1세는 사벨리우스를 파문했기 때문에 히폴리토의 주장은 사실과는 전혀 달랐다.
산타 마리아 인 트라스테베레 성당은 갈리스토 1세의 지원으로 건립된 것으로 알려져 있다. 진위 여부가 불분명한 로마 황실 일대기를 기록한 《황제사》에 따르면, 여인숙 주인들이 갈리스토 1세에 의해 지어진 여인숙을 가장한 성당을 고발하였지만, 당시 황제였던 세베루스 알렉산데르는 어떤 신이라도 신을 숭배하는 행위는 여인숙을 하는 것보다 더 가치가 있는 일이라고 말하면서 그대로 보존해 주었다. 4세기에 이 성당은 재건되면서 산 갈리스티 엣 율리아니 성당(Ss Callixti et Iuliani)으로 개칭하였으며, 12세기에 교황 인노첸시오 2세에 의해 수호성인이 성모 마리아로 새로 지정되어 봉헌되면서 오늘날의 산타 마리아 인 트라스테베레 성당으로 최종 개칭되었다.
한편, 히폴리토의 추종자들은 갈리스토 1세를 교황으로 받아들이지 못하여 자기들의 지도자 히폴리토를 대립교황으로 내세웠다. 히폴리토는 235년까지 갈리스토 1세의 반대편에 섰다.

## 죽음
갈리스토 1세는 222년경 민중 반란 때 순교했다고 전해지는데, 이는 충분히 신빙성이 있는 것으로 여겨진다. 하지만 그가 우물 안에 내던져져 순교했다는 것은 역사적인 근거가 없는 전설에 불과하다. 위경 《성 갈리스토 행전》에 따르면, 로마의 한 사제가 우물에 던져진 갈리스토 1세의 시신을 밤중에 몰래 거두어서 매장시켰다고 한다. 그러나 결국 이러한 행각이 발각된 사제는 결국 붙잡힌 후 테베레강에 수장되어 순교하였다고 전해진다.
갈리스토 1세의 시신은 아우렐리아 가도에 있는 칼레포디우스 공동 묘지에 묻혔는데 그의 축일은 4세기에 작성된 《순교자 증언 목록》(Depositio Martirum)과 이후 작성된 순교자 열전의 기록에 따라 10월 14일로 정해졌다. 9세기부터 오늘날까지 갈리스토 1세의 유해는 산타 마리아 인 트라스테베레 성당에 안치되어 보관되고 있다.

## 같이 보기
- 교황 목록